# Mesão Frio
Mesão Frio és un municipi portuguès, situat al districte de Vila Real, a la regió del Nord i a la Subregió del Douro. L'any 2001 tenia 4.926 habitants. Es divideix en 7 freguesies. Limita al nord i est amb Peso da Régua, al sud-est amb Lamego i Resende i a l'oest amb Baião.

## Població
| Població del concelho de Mesão Frio (1801 – 2004) | Població del concelho de Mesão Frio (1801 – 2004) | Població del concelho de Mesão Frio (1801 – 2004) | Població del concelho de Mesão Frio (1801 – 2004) | Població del concelho de Mesão Frio (1801 – 2004) | Població del concelho de Mesão Frio (1801 – 2004) | Població del concelho de Mesão Frio (1801 – 2004) | Població del concelho de Mesão Frio (1801 – 2004) | Població del concelho de Mesão Frio (1801 – 2004) |
| ------------------------------------------------- | ------------------------------------------------- | ------------------------------------------------- | ------------------------------------------------- | ------------------------------------------------- | ------------------------------------------------- | ------------------------------------------------- | ------------------------------------------------- | ------------------------------------------------- |
| 1801                                              | 1849                                              | 1900                                              | 1930                                              | 1960                                              | 1981                                              | 1991                                              | 2001                                              | 2004                                              |
| 2856                                              | 5745                                              | 6935                                              | 7576                                              | 7424                                              | 6335                                              | 5519                                              | 4926                                              | 4652                                              |

## Freguesies
- Barqueiros
- Cidadelhe
- Oliveira
- São Nicolau (Mesão Frio)
- Santa Cristina (Mesão Frio)
- Vila Jusã (Mesão Frio)
- Vila Marim